# Шербеуць (комуна)
Шербеуць, Шербеуці (рум. Șerbăuți) — комуна у повіті Сучава в Румунії. До складу комуни входять такі села (дані про населення за 2002 рік):
- Келінешть (1207 осіб)
- Шербеуць (1900 осіб) — адміністративний центр комуни

Комуна розташована на відстані 376 км на північ від Бухареста, 21 км на північний захід від Сучави, 131 км на північний захід від Ясс.

## Населення
У 2009 року у комуні проживали 3257 осіб. Найбільша національна меншина на 2011 рік — українці (2,99%); у 1930 році українці становили 16,8%.